# Shane Dobbin
Shane Dobbin (Palmerston North, 22 de enero de 1980) es un deportista neozelandés que compite en patinaje de velocidad, en las modalidades sobre hielo y en línea.
Ganó una medalla de plata en el Campeonato Mundial de Patinaje de Velocidad sobre Hielo en Distancia Individual de 2017, en la prueba de persecución por equipos.
En patinaje de velocidad sobre patines en línea obtuvo trece medallas en el Campeonato Mundial (cuatro de oro, cuatro de plata y cinco de bronce) y dos medallas de plata en los Juegos Mundiales, en los años 2001 y 2005.
Participó en tres Juegos Olímpicos de Invierno, entre los años 2010 y 2018, ocupando el séptimo lugar en Sochi 2014 (10 000 m) y el cuarto en Pyeongchang 2018 (persecución por equipos).
Fue el abanderado de Nueva Zelanda en la ceremonia de apertura de los Juegos Olímpicos de Sochi 2014.

## Palmarés internacional
| Campeonato Mundial en Distancia Individual | Campeonato Mundial en Distancia Individual | Campeonato Mundial en Distancia Individual | Campeonato Mundial en Distancia Individual |
| Año                                        | Lugar                                      | Medalla                                    | Prueba                                     |
| ------------------------------------------ | ------------------------------------------ | ------------------------------------------ | ------------------------------------------ |
| 2017                                       | Gangneung (Corea del Sur)                  | Medalla de plata                           | Persecución por equipos                    |